# 八坂神社 (土浦市)
八坂神社（やさかじんじゃ）は、茨城県土浦市真鍋にある神社。江戸時代は牛頭天王社と呼ばれていた。古くから「天王さま」として住民に親しまれてきた。旧社格は郷社。

## 概要
土浦市街の北部、新治台地の端部（真鍋台）に鎮座する。参道が面する通りを八坂神社に因んで「八坂通り」という。江戸時代は筑波街道といい、東にある土浦一高前交差点が旧水戸街道との分岐点（追分）だった。真鍋から筑波山へと至る街道であり、現在のつくば道もその一部である。八坂神社の旧址と伝わる大形も旧筑波街道沿いにある。旧水戸街道を桜川低地に向けて下る一方通行の坂は旧真鍋宿であり、この通りを真鍋宿通りという。付近には八坂神社のほか、鹿島神社、愛宕神社、赤山神社（赤山天神）、善應寺、真延寺といった神社仏閣が点在している。
江戸時代、土浦城の鎮守として、土浦藩藩主である土屋氏の篤い崇敬を受けた。例祭では土浦城中に神輿を繰り込み、神事を行なっていた。拝殿の屋根にある「三つ石」の家紋は土屋氏のものである。
古くは例祭で土浦城中に神輿を渡御するのは真鍋地区（真鍋村、殿里村、常名村、虫掛村）の役割であり、巡幸も行われていた。しかし明治元年（1868年）、八坂神社は土浦町の鎮守となり、氏子区域としては新川右岸の旧土浦市街が定められた。これにより、真鍋台に鎮座しているが、社地周辺には氏子区域を持たない神社となった。ちなみに、真鍋の鎮守は八坂神社より南東に位置する鹿島神社である。新川橋（旧土浦城北門の付近）が真鍋と旧市街の境界となっている。

## 祭神
主祭神
素戔嗚命（牛頭天王）
合祀
宇賀之御玉命
- 神体は牛頭天王像である。
- 大正2年7月10日（1913年）、常名村（現在の土浦市常名）の羽黒神社を合併した。

### 境内社
招魂社、稲荷神社（倉稲魂命）の二社がある。

### 祭礼
例祭は7月下旬（本来は旧暦6月12・13日）に4日間（笠揃、迎祇園、本祇園、送祇園）に渡って行われる。イベント名としては「土浦祇園祭（土浦祇園まつり）」という。神輿（三百貫神輿）が旧市街を巡幸し、各町内（主に当番町）から山車や獅子が出される。江戸時代の城下町祭礼を継承したものであり、土浦市街で行われる祭事として古い歴史を持つ。
茨城県南部を代表する都市の祭礼でありながら、宗教行事・伝統行事としての属性が維持されている一方、市街再興や観光誘致といった観光行事としての意識には乏しいという見方がある。それを反映してか、観光入込客数の推計では十万人未満のイベントに長年留まっている 。
八坂神社例祭の開催期間である7月下旬には、旧土浦市各町の祭礼が集中している。その他、茨城県南部の他地域でも、夏祭りとして「祇園祭」を行っている地域が多い。祭神や境内社に素戔嗚尊を祀る神社だけでなく、牛頭天王信仰と無関係と考えられる神社が「祇園祭」を行っている場合がある。こうした夏の地域祭礼を「祇園祭」と称する傾向を、俗に「もらい祇園」という。

## 由緒
創建は不詳である。近世、歴代土浦藩主の庇護を受け、城中で神事を行なっていた大社だが、府県郷社明治神社誌料には「創立年代詳らかならずと雖も、元弘3年小田治久社殿を再修すと申伝ふ、爾来世々の邑主崇敬厚く、度々社殿の修理を加へ、祭祀料を寄付したりと云ふ、除地四石三斗九升有せり、社記明治六年郷社に列す。社殿は本殿、拝殿、幣殿、等を具備し、境内坪数一千二百三坪（官有地第一種）あり」と、ごく簡潔な取材しかなされておらず、例祭日に関する記述もない。
由緒は境内の由緒碑や茨城県神社庁新治支部「神社データベース神羅」に記されている。由緒碑（土浦市文化財指定営繕之碑）は平成19年7月（2007年）に建立された新しいもので、特に社殿の造営等に関する情報が詳細に記されている。ただし、大形から神体が流された経緯については、戦前の郷土史等に社伝とは異なる伝承が記載されている。

### 社伝
八坂神社の神霊は、筑波山地の南麓にある「大形の霊地」に降りたもので、大形村（つくば市大形）で祀られていた。しかし大形村で疫病が発生したため、これを鎮めるために祭礼を廃して、神体（牛頭天王像）を桜川に流した。桜川を下り、河口の霞ヶ浦に浮かんでいた神体を嘉左衛門と弥次兵衛の二人の漁夫が拾い上げ、湖岸堤外の「天王松」の下に社殿を建て、霞ヶ浦八坂神社として祀った。この天王松の旧跡として、土浦市川口二丁目に「天王塚」があり、八坂神社発祥の地を示す石碑が建っている。新治郡案内には「今も此所を天王松と称す」という一文がある。
元弘3年（1333年）、小田治久が社殿を再修したという。
応永年間（1394-1427年）、現在の社地である「安達太郎明神傍」に遷座し、改めて牛頭天王社として祀った。

### 別伝
新治郡郷土史は、漁夫が神体を拾い上げた年を応永3年（1396年）、真鍋台への遷座の年を応永18年（1411年）と具体的に記している。大形村から神体が流された経緯については「後醍醐天皇が武家（北条高時）征伐の綸書を小田城主治久が大形村に祀りし神体なりと其箱後に天皇賞罰厳重にて農民共持扱兼候と川へ流す云々」という、疫病説とは異なる伝承を記している。
小田治久は北条高時に偏諱を受け、当初小田高知を称し、元弘の乱（1331年）では鎌倉幕府軍として参戦した。しかし鎌倉幕府倒幕（1333年）の後は後醍醐天皇に仕え、諡の「尊治」から一字を取って治久に改名した人物である。「征伐の綸旨」とは、元弘3年（1333年）、後醍醐天皇が船上山の戦いにおいて鎌倉幕府討幕に向けて決起を命じた綸旨である。元弘3年（1333年）の小田治久による社殿再修の伝承と、何らかの関係があるとも考えられる。
疫病の蔓延を鎮めるほか、何らかの理由により、ある村落が疫神である牛頭天王の神体を川に流し、それを別の村落が拾い上げる云々という伝承は、茨城県南部の素戔嗚尊を祀る旧牛頭天王社の由緒に時折見られる。いずれも神体を水辺から拾い上げて祀ることが、信仰の再生儀式になっている。これらは集落間で牛頭天王信仰が受け渡された事実を伝説化するための古い様式とされている。

### 真鍋台遷座以後
真鍋台の「安達太郎明神傍」に遷座した当初は、本殿は「大形の霊地」のある北西に向いていたが、土浦城の鎮守と定められる際、南向きに改められた。その後、土屋氏により代々社殿等の造立や営繕が行われた。元禄13年（1700年）、土屋相模守政直により現在の本殿が造営された。享保13年（1728年）、土屋但馬守陳直により拝殿と鳥居が建立された。享和元年（1801年）、土屋但馬守英直により拝殿鳥居等の修復が行われ、本殿に彫刻が施された。天保2年（1831年）、土屋相模守により本殿が再修された。
新編常陸国誌には、寛文2年（1662年）、「土浦城主朽木伊豫守、田畑4反9畝4歩を奉りて除地となす」と記されている。当時の常陸土浦藩の藩主は朽木稙昌である。また享保17年（1732年）、「土浦侯土屋但馬守、旧高5石の租を寄付して、且守護神とす」と記されている。神社データベースには「代々の領主から高4石3斗9升及社領4反9畝を寄進された」とまとめられている。
明治元年（1868年）、土浦町の鎮守となり、明治6年（1873年）、郷社に列格した。
大正2年7月10日（1913年）、常名村の羽黒神社を合祀した。
明治12年（1879年）、氏子地区6ヶ町村の寄進により幣殿を建立した。大正13年（1924年）、社司氏子総代等により社殿を茅葺屋根から銅板屋根に葺替え、社務所を新築した。昭和59年（1984年）、社務所を再建した。
平成13年（2001年）、本殿、拝殿及び幣殿が土浦市指定有形文化財となったことを受けて全解体修復営繕事業が発足し、平成18年4月22日（2006年）に竣工した。

## 沿革
断りのない場合、境内の土浦市文化財指定営繕之碑に依拠する。

### 明治時代以前
- 不詳 - 天王松の地に創祀。
- 元弘3年（1333年） - 小田治久が社殿を再建した[1]。
- 応永年間（1394-1427年）、又は応永18年（1411年） - 天王松から真鍋台に遷座した（由緒参照）。
- 不詳 - 土浦城の鎮守となり、本殿が北西向きから南向きに変更された。
- 元禄13年（1700年） - 土屋政直により現在の本殿が造営された。
- 享保13年（1728年） - 土屋陳直により拝殿と鳥居が造営された。
- 享和元年（1801年） - 土屋英直により、拝殿・鳥居等の修復が行われた。このとき、現在本殿にみられる彫刻が製作されたとされる。
- 天保2年（1831年） - 土屋氏[1]（土屋彦直）により再修。

### 明治時代以降
- 明治5年（1872年） - 神仏分離令により「八坂神社」と改称し、土浦町の総鎮守となる。
- 明治6年（1873年） - 郷社に列格。
- 明治12年（1879年） - 氏子地区6ヶ町村の寄進により幣殿を建立した。
- 大正2年（1913年）7月 - 都和村常名の羽黒神社を合祀[1]。
- 大正13年（1924年） - 社司氏子総代等により銅板屋根に葺替え、社務所を新築した。
- 昭和27年（1952年）8月15日 - 宗教法人設立[1]。
- 昭和59年（1984年） - 社務所を再建した[1]。
- 平成13年（2001年） - 本殿、拝殿及び幣殿が土浦市指定有形文化財となる。
- 平成18年4月22日（2006年） - 本殿、拝殿及び幣殿の全解体修復工事が竣工した。

## 周辺
- 茨城県立土浦第一高等学校・附属中学校
- 土浦市立真鍋小学校
- つくば国際大学
- つくば国際短期大学
- 茨城県立土浦工業高等学校
- 真延寺
- 愛宕神社（土浦市西真鍋町）